# Saint-Martin-le-Châtel
Saint-Martin-le-Châtel är en kommun i departementet Ain i regionen Auvergne-Rhône-Alpes i östra Frankrike. Kommunen ligger i kantonen Montrevel-en-Bresse som ligger i arrondissementet Bourg-en-Bresse. Kommunens areal är 12,77 km². År 2022 hade Saint-Martin-le-Châtel 784 invånare.

## Befolkningsutveckling
Antalet invånare i kommunen Saint-Martin-le-Châtel
Referens: INSEE